# ノイベルク条約

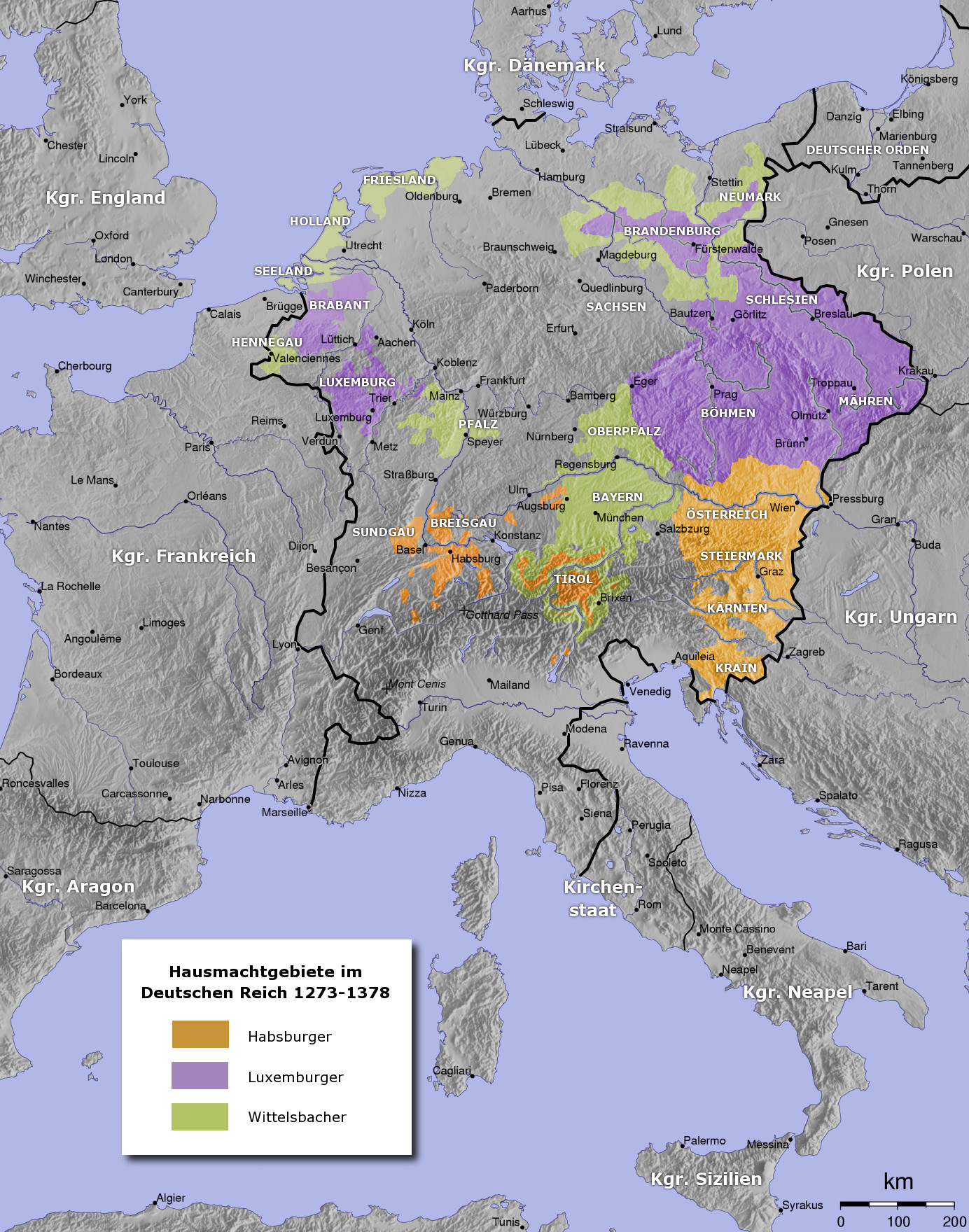
1273年 - 1378年の神聖ローマ帝国における主要王家の所領
ハプスブルク家
ルクセンブルク家
ヴィッテルスバッハ家

ノイベルク条約 （ドイツ語: Vertrag von Neuberg）は、1379年9月25日にオーストリア公アルブレヒト3世とその弟レオポルト3世の間で結ばれた条約。ハプスブルク家の所領がアルブレヒト系とレオポルト系で分割された。

## 背景
ハプスブルク家のルドルフ4世は、父のアルブレヒト2世が1358年に死去した際、オーストリア公国のみならず1186年のゲオルゲンベルク協定により同君連合となったシュタイアーマルク公国、1335年にハプスブルク家に与えられたケルンテン公国、クライン伯領も継承した。
さらにルドルフ4世の元でもハプスブルク家は勢力を伸ばしてヴィッテルスバッハ家やルクセンブルク家と並ぶ神聖ローマ帝国有数の大貴族になった。偽造した文書を皇帝カール4世に認めさせて「大公」となり、1363年にはチロル女伯マルガレーテを追い落としてチロルを手に入れ、翌1364年に自らの持つクライン伯の称号をクライン公に格上げした。

## ハプスブルク家の分裂と条約の内容
ルドルフ4世は1364年に家法を定め、弟のアルブレヒト3世とレオポルト3世によるハプスブルク領の共同統治を定めていたが、翌1365年にルドルフ4世が没すると2人の弟はすぐに仲たがいを始めた。結局1379年、シュタイアーマルクのノイベルク修道院で分割統治を定める条約が結ばれた。
- アルブレヒト3世及びその子孫（アルブレヒト系、1457年に断絶）は、旧来のオーストリア大公国を保持する。すなわち現在のオーバーエスターライヒ・ニーダーエスターライヒにあたる地域であり、トラウンガウとザルツカンマーグートを含む[2]。
- レオポルト3世及びその子孫（レオポルト系）は、シュタイアーマルク公国（ピッテン、ウィーナー・ノイシュタットを含む）、ケルンテン公国、クライン公国（1374年にヴェンデ伯領とイストリア伯領を統合していた）、チロル、フリウーリ（オーストリア沿岸州）における排他的君主となる。
- 領土を分割した双方ともに、オーストリア（大）公の称号を保持する。

## その後

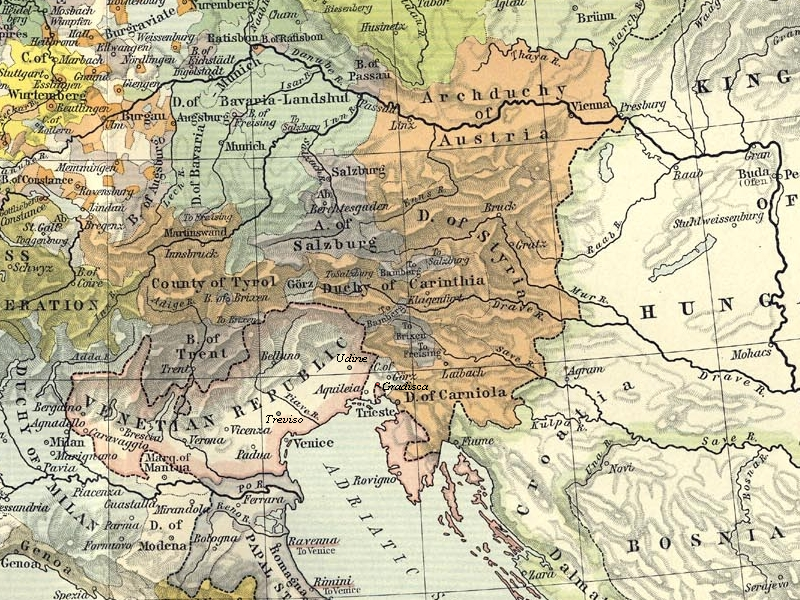
1477年のハプスブルク家領（オレンジ色）

1386年にレオポルト3世が死去すると、その領土はさらに分割され、長男ヴィルヘルムがインナーエスターライヒ（シュタイアーマルク、ケルンテン、クライン、沿岸州）を獲得し、残りのチロルなどを次男レオポルト4世がオーバーエスターライヒ（現代のオーバーエスターライヒ州とは地域が異なる）として受け取った。1406年にヴィルヘルムが死去した時に子がいなかったため、三弟のエルンストと末弟フリードリヒ4世がインナーエスターライヒを継承した。
アルブレヒト系からは、1438年にアルブレヒト5世がローマ王アルブレヒト2世となったが在位1年で死去し、その息子ラディスラウス・ポストゥムスの代で1457年に断絶した。一方レオポルト系のエルンストの息子フリードリヒ5世はアルブレヒト2世を継いでローマ王・神聖ローマ皇帝フリードリヒ3世となり、ラディスラウスの死によりその領土を併合した。最後に1490年、フリードリヒ4世の息子ジークムントがフリードリヒ5世（3世）の息子マクシミリアン1世にチロルとオーバーエスターライヒの領土をすべて譲渡し、ここにハプスブルク家は再統一された。